# Сахарска газела
Сахарска газела (лат. Nanger dama) је врста сисара из реда папкара (Artiodactyla) и породице шупљорожаца (Bovidae). 

## Угроженост
Ова врста је крајње угрожена и у великој опасности од изумирања.

## Распрострањење
Ареал сахарске газеле обухвата средњи број држава у северној Африци. Врста има станиште у Малију, Нигеру и Чаду.
Изумрла је у Либији, Мауританији, Мароку, Тунису и Нигерији.
Поново је вештачки уведена у Сенегалу.
Присуство је непотврђено у Судану, Алжиру, и Западној Сахари.

## Станиште
Станишта врсте су планине, саване, травна вегетација и полупустиње.